# La Ward
La ville de La Ward est située dans le comté de Jackson, dans l’État du Texas, aux États-Unis. Sa population s’élevait à 213 habitants lors du recensement de 2010, estimée à 224 habitants en 2016.

## Source
- (en) Cet article est partiellement ou en totalité issu de l’article de Wikipédia en anglais intitulé « La Ward, Texas » (voir la liste des auteurs).